# Allocnemis
Allocnemis is een geslacht van libellen (Odonata) uit de familie van de Breedscheenjuffers (Platycnemididae).

## Soorten
Allocnemis omvat 2 soorten:
- Allocnemis leucosticta Selys, 1863
- Allocnemis mitwabae Pinhey, 1961